# Landtagswahl in der Steiermark 1923
- SDAPDÖ: 24
- CS: 34
- GDVP: 4
- LB: 8

Die Landtagswahl in der Steiermark 1923 wurde am 21. Oktober 1923 durchgeführt und war die zweite Landtagswahl in der Steiermark nach dem Ende des Ersten Weltkriegs. 
Dabei änderten sich die politischen Kräfteverhältnisse kaum. Die Christlichsoziale Partei (CSP) konnte 45,77 % erzielen und stellte in der Folge 34 der 70 Landtagsabgeordneten. Einer ihrer bisherigen Sitze ging, ebenso wie einer vom Landbund, nun an die Großdeutsche Volkspartei. 
Den zweiten Platz belegte die Sozialdemokratische Arbeiterpartei Deutschösterreichs (SDAPDÖ), die 34,72 % und 24 Mandate erzielte. 
Der aus der „Steirischen Bauernpartei“ (SBP) hervorgegangene Landbund erzielte mit 11,34 % 8 Mandate. Die aus verschiedenen deutschfreiheitlichen Gruppen vereinigte Großdeutsche Volkspartei wurde mit 7,62 % und 4 Mandaten viertstärkste Kraft im Landtag. Die erstmals antretenden Kommunisten erreichten nur 0,55 % der Stimmen und konnten nicht in den Landtag einziehen. 
Die Abgeordneten wählten wieder Anton Rintelen (CS) zum Landeshauptmann. 

## Wahlergebnis
|                                                                | Ergebnisse 1923 | Ergebnisse 1923 | Ergebnisse 1923 |
| -------------------------------------------------------------- | --------------- | --------------- | --------------- |
| Stimmen                                                        | %               | Mand.           |                 |
| Abgegebene Stimmen                                             | 469.735         |                 |                 |
| Partei                                                         |                 |                 |                 |
| Christlichsoziale Partei (CSP)                                 | 215.008         | 45,77 %         | 34              |
| Sozialdemokratische Arbeiterpartei Deutschösterreichs (SDAPDÖ) | 163.073         | 34,72 %         | 24              |
| Landbund (LB)                                                  | 53.269          | 11,34 %         | 8               |
| Großdeutsche Volkspartei (GDVP)                                | 35.810          | 7,62 %          | 4               |
| Kommunistische Partei Österreichs (KPÖ)                        | 2.575           | 0,55 %          | –               |
| Gesamt                                                         | 469.735         | 100,00 %        | 70              |